# Electroosmoză

Electroosmoză (schemă)

Electroosmoza e procesul legat de mișcarea unui fluid raportată la un perete solid prin acțiunea unui câmp electric. Peretele solid poate fi un capilar sau un corp poros. A fost descoperit în 1807 de Reuiss. Trecerea lichidului e indusă de un potențial electric aplicat, printr-o membrană poroasă.

## Lectura suplimentară
- Bell, F.G. (2000). Engineering Properties of Soils and Rocks, 4th ed.
- Chang, H.C. and Yao, L. (2009). Electrokinetically Driven Microfluidics and Nanofluidics.
- Levich, V. (1962). Physicochemical Hydrodynamics. ISBN 0903012405.
- Probstein, R.F. (2003). Physicochemical Hydrodynamics: an introduction, 2nd ed.